# Mad About You
«Mad About You» (с англ. — «Без ума от тебя») ― дебютный сингл американской певицы Белинды Карлайл с ее дебютного сольного альбома Belinda. Он достиг 3-го места в американском Billboard Hot 100 и 1-го места в Canadian Singles Chart.

## Музыкальный клип
Клип был снят режиссером Лесли Либманом, в нем снялись Энди Тейлор из Duran Duran и муж Карлайл, Морган Мейсон. Во время одной из сцен она танцует под виниловую пластинку Имы Сумак. Сцены на открытом воздухе снимались в парке Палисейдс в Санта-Монике, штат Калифорния.

## В культуре
Песня вошла в саундтрек фильма «Из 13 в 30».

## Трек-лист
7-дюймовый сингл
1. «Mad About You» (single mix) — 3:30
2. «I Never Wanted a Rich Man» — 4:12

12-дюймовый сингл
1. «Mad About You» (extended mix) — 5:03
2. «Mad About You» (single mix) — 3:30
3. «Mad About You» (instrumental mix) — 3:30

## Чарты
| Чарт (1986—1988)                   | Высшая позиция |
| ---------------------------------- | -------------- |
| Австралия (Kent Music Report)      | 9              |
| Канада (RPM Top Singles)           | 1              |
| Ирландия (IRMA)                    | 28             |
| Новая Зеландия (Recorded Music NZ) | 23             |
| Великобритания (OCC UK Singles)    | 67             |
| США (Billboard Hot 100)            | 3              |
| США (Billboard Adult Contemporary) | 25             |

| Чарт (1986)                     | Позиция |
| ------------------------------- | ------- |
| Австралия (Kent Music Report)   | 46      |
| США (Billboard Top Pop Singles) | 36      |

## Сертификации
| Регион                                                      | Сертификация | Продажи |
| ----------------------------------------------------------- | ------------ | ------- |
| Канада (Music Canada)                                       | Золотой      | 50 000^ |
| ^ Данные о тиражах приведены только на основе сертификации. |              |         |